# 白噪音 (Official髭男dism歌曲)

〈ホワイトノイズ〉（英語：White Noise，中文直譯為白噪音）是日本樂隊Official髭男dism的第9張數位限定單曲，於2023年1月11日發行。 這首歌被用作為電視動畫『東京卍復仇者』中 「聖夜決戰篇」和「天竺篇」的片頭曲。
這是他們自上一首數位單曲〈Subtitle〉之後三個月內發行的數位單曲。

## 背景

### 制作
其實這首歌是以我大概十年前做的一首曲子為藍本，起出打算要做一首坦率直接的歌曲時，想著做一首前衛搖滾風潮時期的歌或許會有趣，就在這時，這首曲變忽然便在我腦中浮現，當時一直沒有寫歌詞，現在話語卻不斷地冒了出來，我想我或許可以為這部作品填上歌詞，所以我接受了挑戰，我想讓歌曲也和角色一樣，有來自過去的感覺———藤原聰。

### 發行
2023年1月1日，宣布這首歌將作為『東京卍復仇者 聖夜決戰篇』的片頭曲，並宣布將於同年1月11日以數位單曲形式發行。
這是繼2021年4月至9月播出的動畫『東京卍復仇者』的第一季片頭曲〈Cry Baby〉之後，該樂隊第二次為負責動畫的片頭曲。
2023年3月8日，發布了於同年2月16日在「Official髭男dism SHOCKING NUTS TOUR」中最後一場公演，在日本武道館中的LIVE版本影片。
2023年9月30日，宣布這首歌將繼續作為『東京卍復仇者 天竺編』的片頭曲。

## 商業表現
在Billboard JAPAN公佈的綜合音樂排行榜「 Billboard Japan Hot 100 」中，它首次出現在2023年1月18日的排行榜上第5位。
2023年1月18日的Oricon每周數位單曲榜上首次亮相並獲得第1位。
同年11月1日，該歌曲在Billboard JAPAN的串流媒體累積播放次數超過1億次 ，這是Official髭男dism第15首串流媒體播放次數超過1億次的歌曲。

### 認證及銷售
|                       | 認定 (RIAJ) | 認定單位      |
| --------------------- | ----------- | ------------- |
| 串流媒體              | 白金        | 1億次播放次數 |
| *僅基於認證的播放次數 |             |               |

## 翻唱
- MyGO!!!!!［高松燈（羊宮妃那）］ - 2023年12月29日在手機遊戲『BanG Dream! 少女樂團派對』追加收錄[10]。

## 外部連結
- Official髭男dism「ホワイトノイズ」特設サイト | Official髭男dism （页面存档备份，存于）
- YouTube上的TVアニメ『東京リベンジャーズ』聖夜決戦編 ノンクレジットOP【Official髭男dism「ホワイトノイズ」】
- YouTube上的TVアニメ『東京リベンジャーズ』天竺編 ノンクレジットOP【Official髭男dism「ホワイトノイズ」】